# Рагиб ан-Нашашиби
Рагиб ан-Нашашиби (араб. راغب النشاشيبي‎, 1881—1951) — крупный землевладелец и публичная фигура Османской империи.

## Биография
Выходец одной из самых влиятельных иерусалимских семей Нашашиби, учился в Стамбульском университете. После окончания университета работал в Иерусалиме.
Ан-Нашашиби был мэром города Иерусалим с 1920 по 1934 год. Основал Партию национальной обороны, один из основателей Верховного арабского комитета и руководитель Национальной партии защиты.
В августе 1949 года ан-Нашашиби был назначен министром по делам беженцев Трансиордании и генерал-губернатором «Арабской Палестины». В 1950 году он был назначен министром сельского хозяйства, а потом министром транспорта Иордании.